# 東慶悟
東慶悟（1990年7月20日—），日本足球運動員，司職中場，現效力日職球隊FC東京，前日本國家足球隊成員。

## 俱樂部生涯
1990年福冈县出生，大分三神青训，2009年升入大分三神一队开始职业生涯， 在对阵名古屋鲸鱼的比赛中打入个人联赛首粒进球。2011年转会至大宫松鼠 。
意大利媒体曝意甲劲旅拉齐奥有意日本球员东庆悟。
为入补梶山阳平租借到帕纳辛奈科斯之后的空缺，FC东京确定从同联赛的大宫松鼠得到已合同到期的东庆悟。此前鹿岛鹿角和柏雷素尔也有意得到他，但最终还是转投到了曾经在大分三神执教的波波维奇的FC东京。
2019年，东庆悟被任命为FC东京队长，为球队夺得联赛第二的历史最高排名。

## 國家隊生涯
2010年代表日本出战广州亚运会，在日本赢得金牌作出了重大贡献。

## 外部連結
- （日語）J.League Data Site （页面存档备份，存于）
- 東慶悟 – FIFA國際賽競賽紀錄 (存檔)
- 日本職業足球聯賽中的東慶悟 （日語）
- Profile at Omiya Ardija （页面存档备份，存于） （日語）
- Profile at FC Tokyo （页面存档备份，存于）
- Keigo Higashi （页面存档备份，存于） – Yahoo! Japan sports （日語）